# Matt White (Eishockeyspieler)
Matthew „Matt“ White (* 23. August 1989 in Whittier, Kalifornien) ist ein US-amerikanischer Eishockeyspieler, der seit Juni 2023 bei den Grizzlys Wolfsburg aus der Deutschen Eishockey Liga (DEL) unter Vertrag steht und dort auf der Position des Flügelstürmers spielt. Zuvor war White unter anderem bereits für die Augsburger Panther und Eisbären Berlin in der DEL aktiv und spielte darüber hinaus in der American Hockey League (AHL) und Kontinentalen Hockey-Liga (KHL).

## Karriere

### Junioren- und Collegeliga
Nachdem er mit dem Eishockeyspielen bei Vereinen in seinem Geburtsbundesstaat Kalifornien begonnen hatte, wechselte er als 18-Jähriger nach Nebraska, um für das Team der Omaha Lancers in der US-Juniorenliga USHL zu spielen. Mit den Lancers holte er in seinem ersten Jahr die USHL-Meisterschaft, blieb zwei weitere Jahre in Omaha und wurde in seinem letzten Jahr mit 35 Toren bester Torschütze der Liga und zum USHL-Spieler des Jahres gewählt. Daraufhin wurde er in das Eishockeyteam der University of Nebraska Omaha, den Omaha Mavericks berufen. Für die Mavericks spielte er drei Jahre in der US-Collegeliga und war in seiner zweiten Saison 2011/12 mit 40 Punkten bester Scorer seiner Mannschaft.

### ECHL und AHL

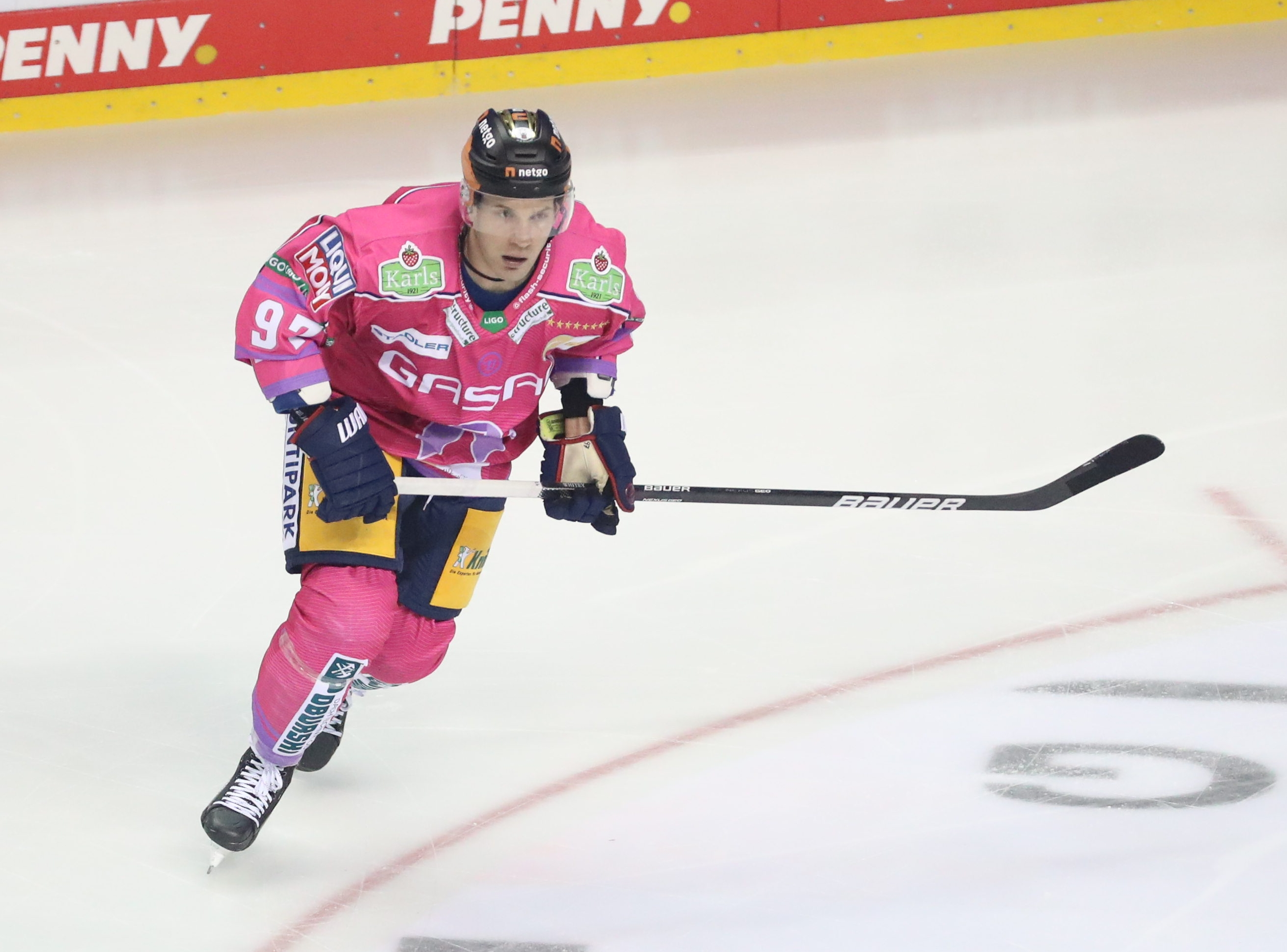
White im Trikot der Eisbären Berlin (2021)

Sein erster Profivertrag führte ihn dann wieder zurück nach Kalifornien, als er für das ECHL-Farmteam der Los Angeles Kings, den Ontario Reign in der Saison 2013/14 auf das Eis lief und punktbester Spieler seines Teams wurde. Sowohl 2013 als auch 2014 nahm er für sein Heimatland im Sommer an den Inlinehockey-Weltmeisterschaften in Europa teil, wobei er 2013 mit Team USA den Titel gewinnen konnte. Nach der Weltmeisterschaft 2014 blieb er in Europa und schloss sich dem slowenischen Klub HDD Olimpija Ljubljana an, das zu dieser Zeit in der internationalen Erste Bank Eishockey Liga (EBEL) aktiv war. Bereits nach elf Spielen für Ljubljana kehrte White jedoch wieder nach Ontario zurück, bei denen er in der ECHL-Saison 2014/15 bester Vorbereiter seiner Mannschaft in der Hauptrunde und mit 18 Toren bester Torschütze seines Vereins in den Playoffs wurde, in denen man erst im Halbfinale dem späteren Meister Allen Americans unterlag. Nach der Umstrukturierung der American Hockey League (AHL) und ECHL zur Spielzeit 2015/16 lief White weiter für das ECHL-Farmteam der Kings, das nun jedoch als Manchester Monarchs firmierte, auf.
Im Dezember 2016 wurde er vom AHL-Farmteam der Nashville Predators, den Milwaukee Admirals, verpflichtet. Zu diesem Zeitpunkt war er punktbester Spieler der Monarchs. Bereits in seinem zweiten Spiel für die Admirals konnte er zwei Tore erzielen und erreichte mit dem Team aus Wisconsin die Playoffs, woraufhin sein Vertrag um ein weiteres Jahr verlängert wurde.

### Wechsel in die DEL und später KHL
Zur Saison 2017/18 wechselte White wieder nach Europa und wurde von den Augsburger Panthern aus der Deutschen Eishockey-Liga (DEL) verpflichtet. Bereits in seiner ersten DEL-Saison war er einer der Topscorer der Liga und sein Vertrag wurde bei den Schwaben um ein weiteres Jahr verlängert. In seinem zweiten DEL-Jahr in der Saison 2018/19 gehörte er mit 22 Toren zu den Top-10-Torschützen der Liga und hatte damit einen großen Anteil am Platz 3 der Panther nach der Hauptrunde, was die bis dahin beste Platzierung für die Playoff-Qualifikation in der DEL-Geschichte des Vereins darstellte.
Aufgrund der gezeigten Leistungen verließ White die DEL und unterzeichnete im Juni 2019 einen Vertrag bei Neftechimik Nischnekamsk aus der Kontinentalen Hockey-Liga (KHL). Nach einer Spielzeit wechselte er im August 2020 zum lettischen Ligakonkurrenten Dinamo Riga. Im Dezember 2020 kehrte er in die DEL zurück, als er einen Vertrag bei den Eisbären Berlin unterschrieb. Mit den Hauptstädtern wurde der US-Amerikaner in der Folge zweimal Deutscher Meister, wobei er beim Titel der Saison 2020/21 mit 39 Punkten hinter Marcel Noebels zweitbester Scorer der Eisbären in Hauptrunde und mit 7 Toren zusammen mit Ryan McKiernan der beste Torschütze der Berliner in den Play-offs war. Auch am Meistertitel der Spielzeit 2021/22 hatte er als bester Berliner Scorer mit 59 Punkten, damit auf Rang 3 der punktbesten Spieler der DEL in dieser Hauptrunde sowie mit 14 Punkten zusammen mit Blaine Byron bester Play-off Scorer seines Teams, einen großen Anteil. Dabei erzielte er im entscheidenden Spiel 4 der Finalserie beim 5:0 im Spiel gegen den EHC Red Bull München einen Hattrick. Auch in der folgenden Saison 2022/23 war er wieder hinter Noebels mit 51 Punkten der zweitbeste Scorer seines Teams, aber auf Grund der als Titelverteidiger ohne Playoff-Teilnahme enttäuschend verlaufenden Spielzeit der Berliner und der damit gewünschten Neuausrichtung des Vereins, einigten sich Klub und Spieler nach drei Jahren auf eine vorzeitige Auflösung des noch ein Jahr gültigen Vertrags und White wechselte daraufhin innerhalb der DEL zu den Grizzlys Wolfsburg.

## Erfolge und Auszeichnungen
| - 2008 Clark-Cup-Gewinn mit den Omaha Lancers - 2010 Teilnahme am USHL All-Star Game - 2010 USHL Player of the Year - 2010 USHL First All-Star Team | - 2010 USA Hockey Junior Player of the Year - 2011 WCHA All-Academic Team - 2021 Deutscher Meister mit den Eisbären Berlin - 2022 Deutscher Meister mit den Eisbären Berlin |

## Karrierestatistik
Stand: Ende der Saison 2024/25
(Legende zur Spielerstatistik: Sp oder GP = absolvierte Spiele; T oder G = erzielte Tore; V oder A = erzielte Assists; Pkt oder Pts = erzielte Scorerpunkte; SM oder PIM = erhaltene Strafminuten; +/− = Plus/Minus-Bilanz; PP = erzielte Überzahltore; SH = erzielte Unterzahltore; GW = erzielte Siegtore; 1 Play-downs/Relegation; Kursiv: Statistik nicht vollständig)